# Sancho 2. af Portugal
Sancho 2., kaldet Sancho den Fromme (portugisisk: Sancho o Piedoso) og Sancho Munken (portugisisk: Sancho o Capelo), (8. september 1209, Coimbra – 3. januar 1248, Toledo) var konge af Portugal fra 1223 til 1248.
Han var søn af sin forgænger kong Alfons 2. i hans ægteskab med Urraca af Kastilien. Han blev efterfulgt af sin bror Alfons 3.

## Eksterne links
- Wikimedia Commons har flere filer relateret til Sancho 2. af Portugal